# Fliesenmuseum Hamburg

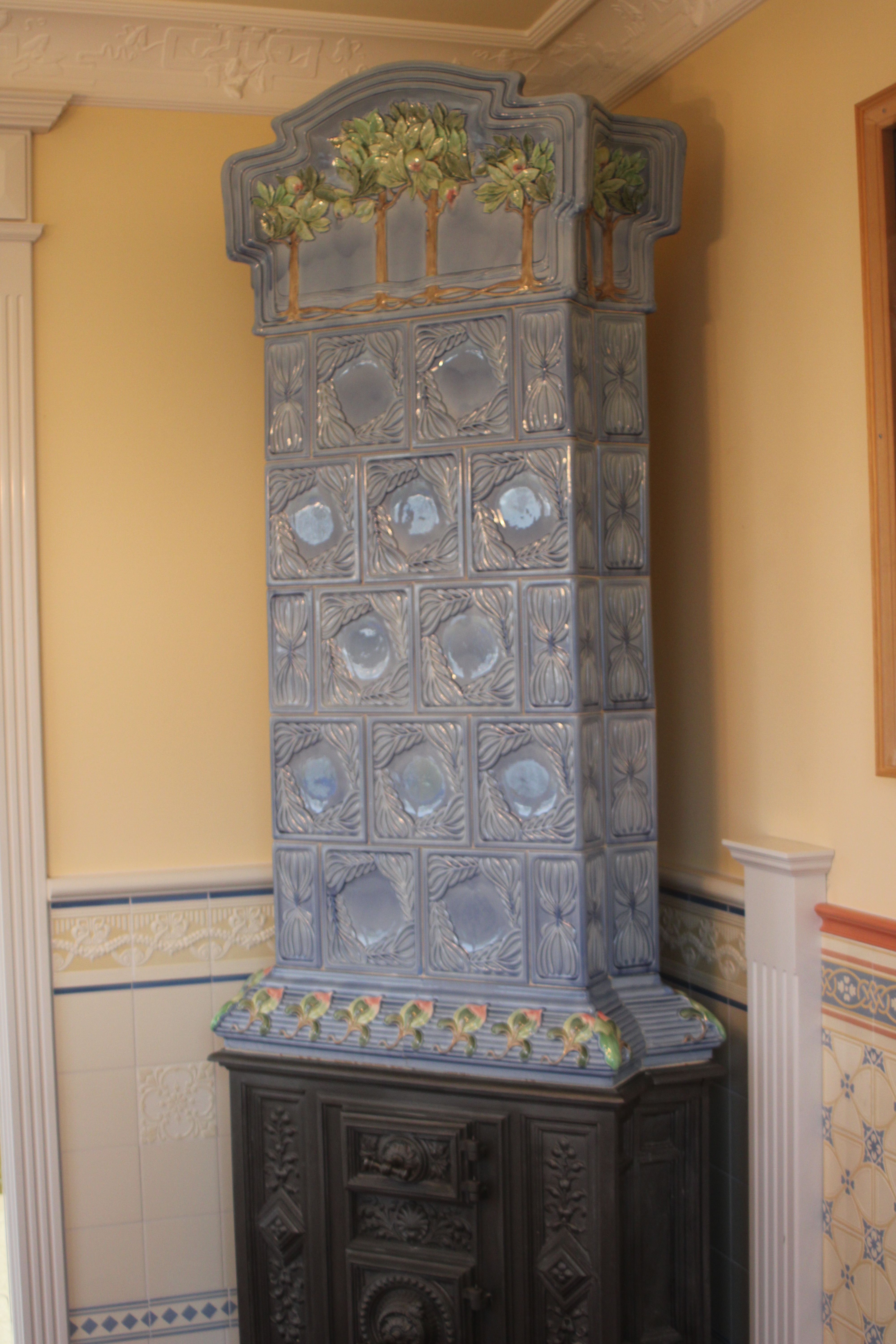
Fliesenmuseum Hamburg – Kachelofen

Das Fliesenmuseum Hamburg – Fliesen und ihre Verarbeitung ab 1900 ist ein privates Museum der Fliesenhandel Schittek GmbH, das am Firmensitz in Hamburg betrieben wird.

## Beschreibung
Das Fliesenmuseum wurde 2007 nach dem Umzug des Unternehmens nach Hamburg-Sinstorf in den firmeneigenen Räumen eröffnet. Die wissenschaftliche und künstlerische Leitung des Aufbaues lag bei Konrad Schittek.
In der 250 m² großen Dauerausstellung wird die deutsche Fliesen- und Badekultur ab der Zeit um 1900 gezeigt. Das Museum zeigt insbesondere die Entwicklung der Fliese aus der frühindustriellen Zeit im Stil des Jugendstils und des Art déco bis zur hochmodernen Industriefliese im Großformat. Ein großer Teil der Ausstellung widmet sich den Werkzeugen, Maschinen und der Arbeit des Fliesenlegers.
Im Jahr 2010 wurde in Zusammenarbeit mit der Kunsthistorikerin Birte Gaethke die Sonderausstellung Hamburger Mauerblumen – Jugendstilfliesen in Hamburger Hauseingängen gezeigt. Diese Ausstellung beschäftigte sich besonders mit den Jugendstilfliesen in Hamburger Häusern.
Regelmäßig werden Sonderveranstaltungen wie Führungen und Vorträge angeboten.

## Exponate

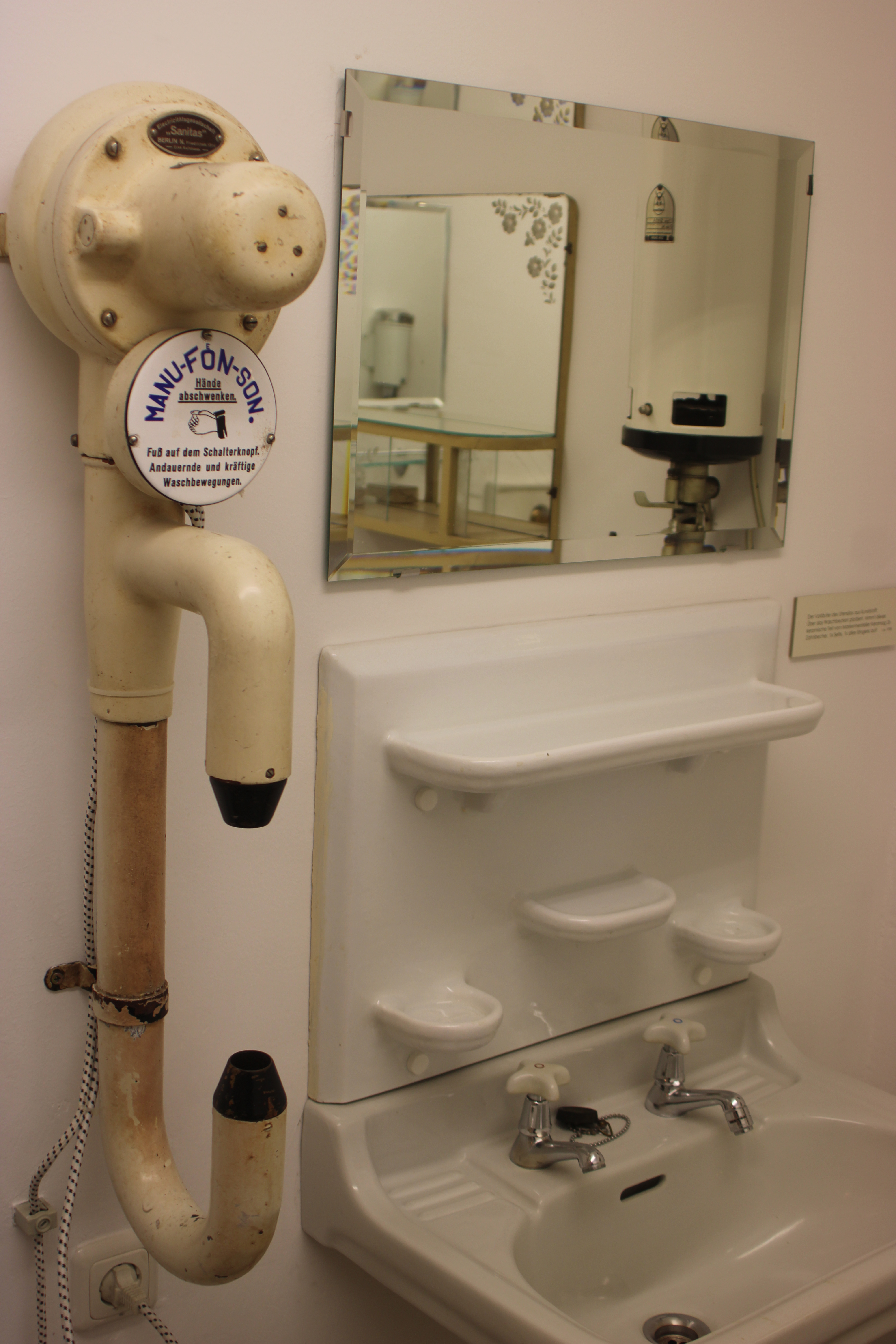
Keramag Waschtischutensilo und Warmlufthändetrockner

Die modische und technische Entwicklung der Fliese und der Fliesenverlegung lässt sich anhand von vollständig eingerichteten und teilweise funktionierenden Bädern nachvollziehen. Gezeigt werden neben den Fliesen auch die sanitären Installationen und das passende Handwerkszeug des Fliesenlegers.
Weiterhin ist ein Kachelofen aus Meißen ausgestellt sowie ein Hamburger Kachelherd in einer typischen Küche aus der Zeit um 1900. Die Sammlung zeigt, wie die Fliesen Einzug in Bäder, Küchen und Häuser gefunden haben. Es werden Kupferbadeöfen, Kataloge und Meisterbriefe aus verschiedenen Epochen gezeigt.
Im Museum befinden sich auch keramische Kunstwerke wie eine Fliesenserie von Salvador Dalí, Fliesen der bekannten Malerin Hilde Hamann, Baukeramiken von Richard Kuöhl und Mosaiken von Puhl & Wagner.